# Östergötlands runinskrifter SvK200;87

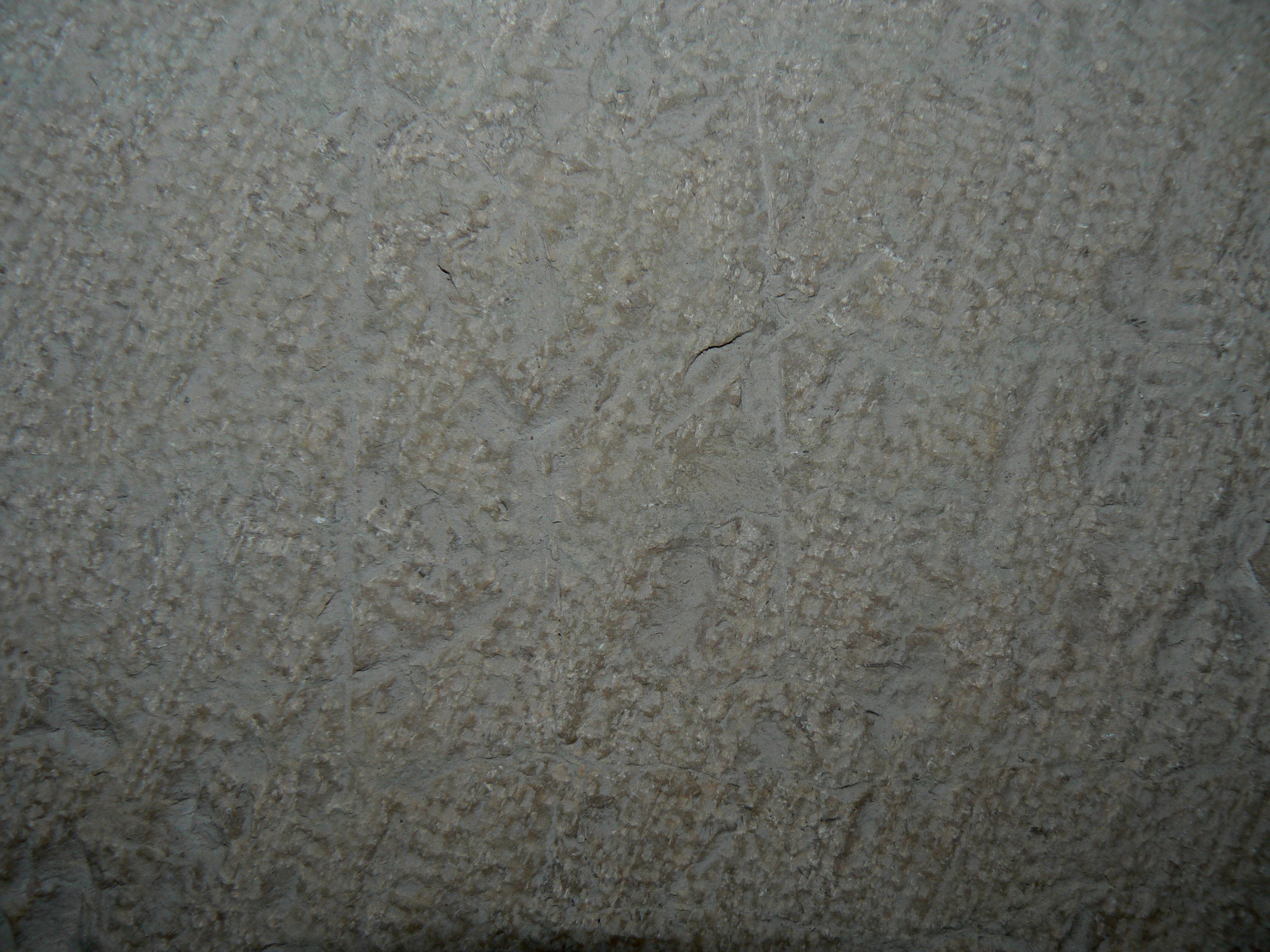
Stenhuggarmärke A: pæ

Östergötlands runinskrifter SvK200;87 är 32 stenhuggarmärken i Linköpings domkyrka. Domkyrkan, som byggdes på medeltiden, innehåller ett stort antal stenhuggarmärken, inblandade stenhuggares "signaturer". Märkena finns i flera varianter; de flesta består enbart av något slags symbol, men sex av varianterna består av två till fyra tecken långa runföljder och dessa senare ingår samtliga i Ög SvK200;87.

## Runor och translitterering
De sex kategorierna runmärken, A-F, translittereras på följande sätt:
§A: pæ
§B: io͡n
§C: ion
§D: ing
§E: ink
§F: rasi
Som här framgår förekommer stungna runor samt en bindruna av o- och n-runan. De flesta runor är av kortkvisttyp, men i A och D handlar det uteslutande om normalrunor.

## Datering
Märkena av varianterna A, B, C, D och E dateras till åren 1280-1296, medan de av variant F bedöms vara gjorda på 1300-talet.

## Förekomster
Stenhuggarmärkena i form av runor hittas i domkyrkan främst i långhusets nord- och sydväggar. Antalet förekomster av respektive variant är:
§A: 15

§B: 3

§C: 8

§D: 1

§E: 3

§F: 2